# أل سيمونز (موسيقي)
أل سيمونز هو موسيقي كندي، ولد في 5 سبتمبر 1948.

## وصلات خارجية
- الموقع الرسمي
- أل سيمونز على موقع ميوزك برينز (الإنجليزية)
- أل سيمونز على موقع أول ميوزيك (الإنجليزية)